# Distrito electoral federal 18 de la Ciudad de México

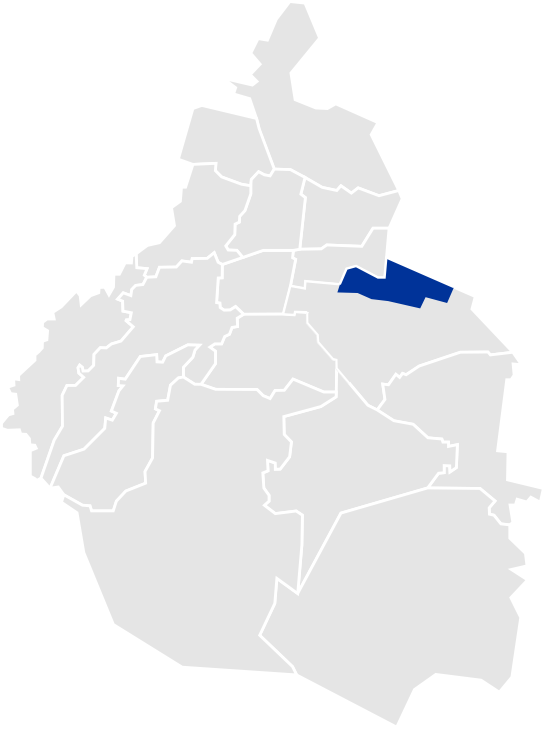
Ubicación del XVIII Distrito entre 2005 y 2017.

El XVIII Distrito Electoral Federal de Ciudad de México es uno de los 300 Distritos Electorales en los que se encuentra dividido el territorio de México y uno de los 24 en los que se divide Ciudad de México. 
Desde la distritación de 2017, se ubica en el sector poniente de la alcaldía Iztapalapa.Abarca la zona de los Culhuacán, la zona de Apatlaco, los pueblos de Aculco,San Juanico Nextipac,San Andres Tetepilco, La Magdalena Atlazolpa, Culhuacan,Santa María Tomatlán y San Andrés Tomatlán

## Distritaciones anteriores
El XVIII Distrito de Ciudad de México (entonces Distrito Federal) surgió en 1952 para la conformación de la XLII, con Rodolfo Echeverría Álvarez como primer diputado federal por este distrito. 

### Distritación 1978 - 1996
Para la distritación de mayo de 1978, vigente hasta 1996, el XVIII Distrito se ubicó dentro del territorio de la delegación Miguel Hidalgo.

### Distritación 1996 - 2005
Para la distritación de 1996, el Distrito se estableció en el sector norte de la delegación Iztapalapa, con 204 secciones electorales.

### Distritación 2005 - 2017
Con la distritación de 2005 estuvo formado por el sector noreste Delegación Iztapalapa, lindante con el municipio de Nezahualcóyotl del Estado de México y la Delegación Iztacalco, con 187 secciones.

## Diputados por el distrito
| Diputado                      | Grupo parlamentario | Legislatura | Periodo     |
| ----------------------------- | ------------------- | ----------- | ----------- |
| Rodolfo Echeverría Álvarez    |                     | XLII        | 1952 - 1955 |
| Julio Ramírez Colozzi         |                     | XLIII       | 1955 - 1958 |
| Antonio Castro Leal           |                     | XLIV        | 1958 - 1961 |
| Joaquín Gamboa Pascoe         |                     | XLV         | 1961 - 1964 |
| Enrique Torres Calderón       |                     | XLVI        | 1964 - 1967 |
| Joaquín del Olmo Martínez     |                     | XLVII       | 1967 - 1970 |
| Rodolfo Martínez Moreno       |                     | XLVIII      | 1970 - 1973 |
| Joaquín del Olmo Martínez     |                     | XLIX        | 1973 - 1976 |
| Hugo Díaz Velázquez           |                     | L           | 1976 - 1979 |
| Leobardo Salgado Arroyo       |                     | LI          | 1979 - 1982 |
| Joaquín del Olmo Reyes        |                     | LII         | 1982 - 1985 |
| Alfonso Godínez López         |                     | LIII        | 1985 - 1988 |
| Claudia Esqueda Llanes        |                     | LIV         | 1988 - 1991 |
| Alfonso Godínez y López       |                     | LV          | 1991 - 1994 |
| Armando Gamboa Enríquez       |                     | LVI         | 1994 - 1997 |
| Ángel de la Rosa Blanco       |                     | LVII        | 1997 - 2000 |
| Raúl García Velázquez         |                     | LVIII       | 2000 - 2003 |
| Horacio Martínez Meza         |                     | LIX         | 2003 - 2006 |
| David Mendoza Arellano        |                     | LX          | 2006 - 2009 |
| Eduardo Mendoza Arellano      |                     | LXI         | 2009 - 2012 |
| Karen Quiroga Anguiano        |                     | LXII        | 2012 - 2015 |
| Arturo Santana Alfaro         |                     | LXIII       | 2015 - 2018 |
| Ana María Rodríguez Ruiz      |                     | LXIV        | 2018 - 2021 |
| Marcelino Castañeda Navarrete |                     | LXV         | 2021 - 2024 |
| Marcelino Castañeda Navarrete | 2024                | LXV         |             |
| Gabriel García Hernández      |                     | LXVI        | 2024 -      |

1. ↑  Se une a la bancada del Partido Revolucionario Institucional

## Resultados electorales

### 2021
|  | 42.29 % |

|  | 39.76 % |

|  | 4.78 % |

|  | 3.78 % |

|  | 1.97 % |

|  | 1.63 % |

|  | 1.52 % |

|  | 0.67 % |

|  | 3.43 % |

|  | 0.17 % |

|  | 100 % |

|  | 51.23 % |

### 2018
|  | 50.8597 % |

|  | 30.7545 % |

|  | 8.2001 % |

|  | 4.5650 % |

|  | 1.7243 % |

|  | 0.1077 % |

|  | 3.7884 % |

|  | 100.00 % |

### 2009
|  | 11.50 % |

|  | 16.50 % |

|  | 24.54 % |

|  | 9.25 % |

|  | 18.22 % |

|  | 3.50 % |

|  | 4.96 % |

|  | 0.28 % |

|  | 11.25 % |

|  | 100.00 % |

### 2006
|  | 19.07 % |

|  | 12.58 % |

|  | 56.01 % |

|  | 5.80 % |

|  | 4.39 % |

|  | 1.96 % |

|  | 100.00 % |